# Eni Faleomavaega
Eni Faleomavaega (Vailoatai, 15 agosto 1943 – Provo, 22 febbraio 2017) è stato un politico e militare statunitense, delegato delle Samoa alla Camera dei Rappresentanti dal 1989 al 2015.